# Pièces en euro de l'Estonie
Cet article concerne uniquement les pièces en euros frappées par l'Estonie. Pour des explications plus générales concernant le processus ayant mené à l'adoption de l'euro par l'Estonie, voir Euro en Estonie.

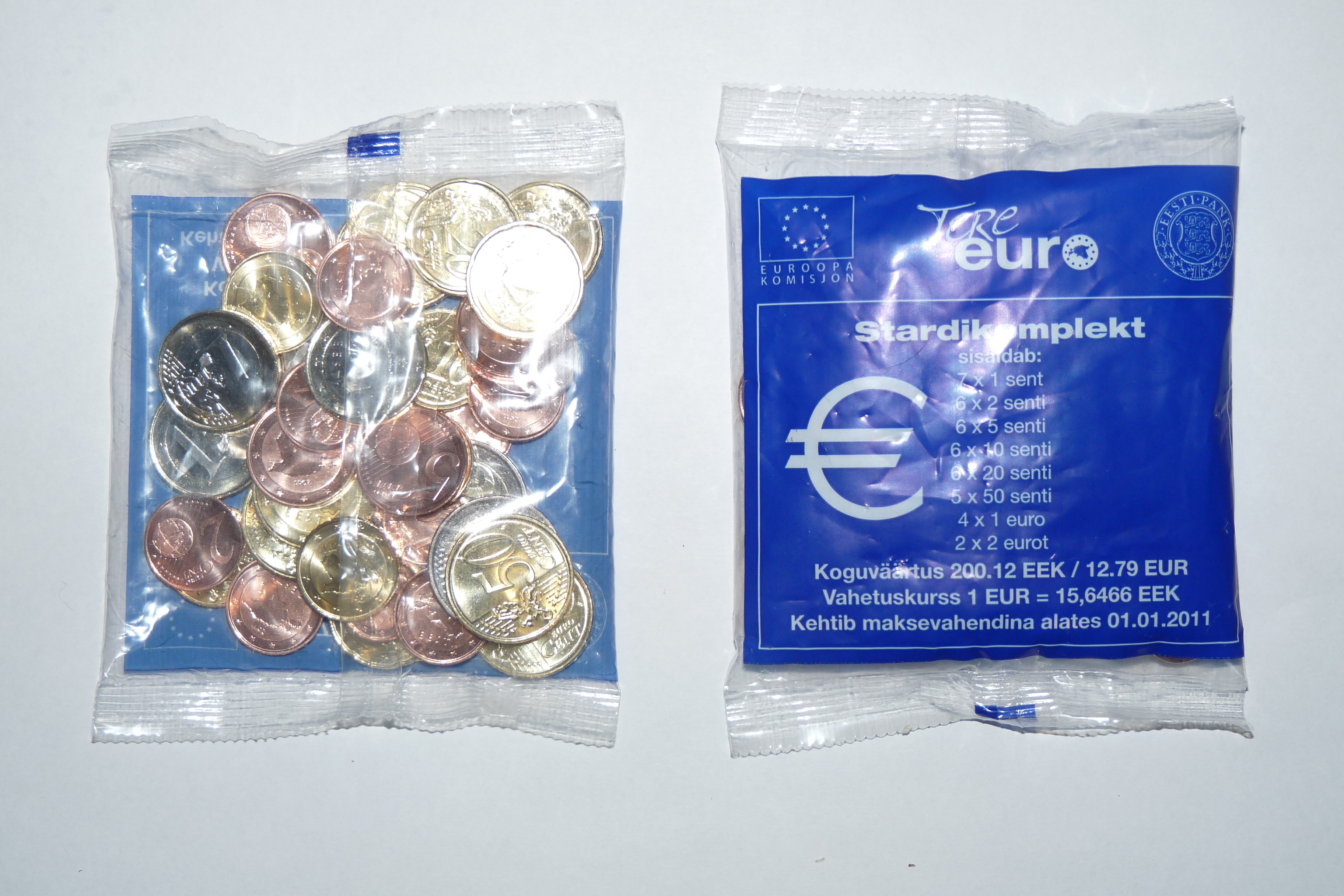
Starter kit estonien.

Les pièces en euro de l'Estonie sont les pièces de monnaie en euro émises par l'Estonie.
L'euro a remplacé l'ancienne monnaie nationale, la Couronne estonienne, le 28 juin 2004 (entrée dans le MCE II) au taux de conversion de 1 euro = 15,6466 couronnes. L'adoption de l'euro était initialement prévue en 2007 mais malgré ce retard l'Estonie est le premier territoire précédemment occupé par l'Union soviétique à entrer dans la zone euro. Les pièces en euro estoniennes ont cours légal dans la zone euro depuis le 1er janvier 2011.

## Pièces destinées à la circulation

### Face commune et spécifications techniques
Comme toutes les pièces en euro destinées à la circulation, les pièces estoniennes répondent aux spécifications techniques communes et présentent un revers commun utilisé par tous pays de la zone euro. Celui-ci indique la valeur de la pièce. L'Estonie a toujours utilisé la deuxième version du revers.

### Faces nationales des pièces courantes
Les huit pièces estoniennes présentent un dessin unique sur l'avers à savoir la carte de l'Estonie, en creux (sur les pièces de 1 à 50 centimes) ou en relief (sur les pièces de 1 et 2 euros), au-dessus de la mention du pays émetteur EESTI et en dessous du millésime. Le tout est entouré des 12 étoiles du drapeau européen dans un anneau. Le dessin des pièces a été adopté sur concours, le 15 décembre 2004 par la Banque d'Estonie. Le gouverneur de l'Eesti Pank, Vahur Kraft, a révélé que le vainqueur de la compétition pour ce choix était le dessin Hara 2 par Lembit Lõhmus qui avait obtenu 12 482 voix (plus de 27,46 % des voix). « Il y a peu de pays en Europe qui ont un contour aussi joli et facile à se rappeler. Le symbole est facile à mémoriser » a indiqué l'artiste).
La description des faces nationales de l'Estonie a été publiée dans le Journal officiel de l'Union européenne, le 13 novembre 2010.
| 1 centime           | 2 centimes          | 5 centimes                                       |
| ------------------- | ------------------- | ------------------------------------------------ |
|                     |                     |                                                  |
| Carte de l'Estonie. |                     |                                                  |
| 10 centimes         | 20 centimes         | 50 centimes                                      |
|                     |                     |                                                  |
| Carte de l'Estonie. |                     |                                                  |
| 1 euro              | 2 euros             | Gravure sur la tranche (2 euros)                 |
|                     |                     |                                                  |
| Carte de l'Estonie. | Carte de l'Estonie. | Le mot EESTI dans 2 sens, séparés par un cercle. |

### Pièces commémoratives de 2 euros
L'Estonie n'a émis, jusqu'en 2015, que les pièces commémoratives de 2 euros avec un dessin commun pour l'ensemble des pays de la zone euro. Elle a frappé sa première pièce de sa propre initiative en 2016.

#### De 2012 à 2019
| 2012                                                                          | |                      |
| 10e anniversaire de la mise en circulation des billets et des pièces en euro, | |                      |
|                                                                               | Le dessin au centre de la pièce symbolise la place acquise en dix ans par l'euro, qui est désormais un acteur mondial à part entière, et son importance dans la vie quotidienne, différents aspects étant décrits : les citoyens (représentés par une famille de quatre personnes), le commerce (le bateau), l'industrie (l'usine) et l'énergie (les éoliennes). Le nom du pays émetteur EESTI est apposé en haut de la pièce. L'anneau externe de la pièce comporte les douze étoiles du drapeau européen. |                      |
| Graveur : Helmut Andexlinger                                                  | \| Gravure sur la tranche : \| Date : \| Tirage : \| \| \| 2 janvier 2012 \| 2 millions de pièces \| |                      |
| Gravure sur la tranche :                                                      | Date : | Tirage :             |
|                                                                               | 2 janvier 2012 | 2 millions de pièces |

| 2015                                                                                         | |                |
| 30e anniversaire de l'adoption du drapeau européen par l'union européenne, pièce estonienne, | |                |
|                                                                                              | Le drapeau européen dessiné grossièrement, entouré par douze bonshommes stylisés. En haut à droite, le nom du pays émetteur EESTI suivi des années 1985-2015. L'anneau externe de la pièce comporte les douze étoiles du drapeau européen. |                |
| Graveur : Geórgios Stamatópoulos                                                             | \| Gravure sur la tranche : \| Date : \| Tirage : \| \| \| 10 décembre 2015 \| 350 000 pièces \| |                |
| Gravure sur la tranche :                                                                     | Date : | Tirage :       |
|                                                                                              | 10 décembre 2015 | 350 000 pièces |

| 2016                                                                                                 | |                |
| 100e anniversaire de la naissance du joueur d'échecs estonien Paul Keres, le 7 janvier 1916 à Narva, | |                |
| | À droite l'effigie de Paul Keres, de profil, tournée vers la gauche. En bas, 4 pièces d'échecs stylisées : le pion, le fou, le cavalier et la dame. À gauche, le nom du pays émetteur EESTI et le millésime 2016 entourés de 2 cases de l'échiquier et le nom PAUL KERES. L'anneau externe de la pièce comporte les douze étoiles du drapeau européen. Le dessin de la pièce a été choisi sur concours ouvert du 1er juillet au 18 août 2015. |                |
| Graveur :                                                                                            | \| Gravure sur la tranche : \| Date : \| Tirage : \| \| \| 7 janvier 2016 \| 500 000 pièces \| |                |
| Gravure sur la tranche :                                                                             | Date : | Tirage :       |
| | 7 janvier 2016 | 500 000 pièces |

| 2017                                       | |                       |
| La route de l'Estonie vers l'indépendance, | |                       |
|                                            | Un chêne sinueux symbolisant la route vers l'indépendance. À gauche, les branches nues symbolisent l'année 2017. À droite, des feuilles et des glands pour montrer la force, l'accomplissement et la longévité. Au pied de l'arbre, à gauche, l'année 1917 et, à droite, le millésime 2017 en dessous de la mention du pays émetteur EESTI. En bas, à gauche, le mot MAAPÄEV désignant l'Assemblée provinciale estonienne élue en 1917. L'anneau externe de la pièce comporte les douze étoiles du drapeau européen. Cette pièce est le résultat d'un concours organisé par la Banque d'Estonie entre le 27 décembre 2016 et le 31 janvier 2017. Le résultat a été annoncé le 31 mars 2017. |                       |
| Graveur : Jaan Meristo                     | \| Gravure sur la tranche : \| Date : \| Tirage : \| \| \| Juin / juillet 2017 \| 1,5 million de pièces \| |                       |
| Gravure sur la tranche :                   | Date : | Tirage :              |
|                                            | Juin / juillet 2017 | 1,5 million de pièces |

| 2018                                                 | |                |
| 100e anniversaire de l'indépendance des Pays baltes, | |                |
|                                                      | Cette pièce porte un dessin commun choisi avec la Lettonie et la Lituanie. Une tresse composée de trois mèches. Chacune d'elles comporte en haut les écussons (de gauche à droite) de la Lituanie, la Lettonie et l'Estonie. Au centre le nombre 100 stylisé. En bas à gauche, le nom du pays émetteur EESTI. En bas à droite, le millésime 2018. L'anneau externe de la pièce comporte les douze étoiles du drapeau européen. Le dessin a été choisi par Internet entre le 21 mars et le 5 avril 2017 parmi six propositions (deux venant de chaque pays). Le projet gagnant, baptisé Baltic sisters with plaited hair a obtenu 4 277 voix sur 14 302. |                |
| Graveur : Justas Petrulis                            | \| Gravure sur la tranche : \| Date : \| Tirage : \| \| \| 31 janvier 2018 \| 500 000 pièces \| |                |
| Gravure sur la tranche :                             | Date : | Tirage :       |
|                                                      | 31 janvier 2018 | 500 000 pièces |

| 2018                                                        | |                  |
| 100e anniversaire de la première indépendance de l'Estonie, | |                  |
|                                                             | Le logo officiel du centenaire de la république d'Estonie composé du chiffre 1 et de deux disques l'un au-dessus de l'autre, formant ainsi le nombre 100 et le nombre 18 (pour 1918, année de la première indépendance de l'Estonie). L'intérieur du 1 et du disque du bas est composé d'un vol d'oiseaux. En bas, la légende SADA AASTAT EESTI VABARIIKI (cent ans république d'Estonie), suivi d'un point, puis de la mention du pays émetteur EESTI et du millésime 2018. L'anneau externe de la pièce comporte les douze étoiles du drapeau européen. Le dessin a été choisi à la suite d'un concours. Trente-trois projets ont été présentés. La frappe correspond au nombre d'habitants en Estonie au 1er janvier 2017. |                  |
| Graveur : Ionel Lehari Meelis Opmann                        | \| Gravure sur la tranche : \| Date : \| Tirage : \| \| \| 19 février 2018 \| 1 317 800 pièces \| |                  |
| Gravure sur la tranche :                                    | Date : | Tirage :         |
|                                                             | 19 février 2018 | 1 317 800 pièces |

| 2019                                                                | |                     |
| 150e anniversaire du Festival estonien de la Chanson, créé en 1869, | |                     |
|                                                                     | Dessin d'enfant représentant trois chanteurs de manière stylisée, entourés d'une partition musical ondulante portant les premières notes de l'hymne national estonien, Mu isamaa, mu õnn ja rõõm. En dessous des chanteurs, la légende LAULUPIDU 150 (Festival de la chanson 150). En haut, le millésime 2019 et la mention du pays émetteur EESTI. L'anneau externe de la pièce comporte les douze étoiles du drapeau européen. Le dessin a été réalisé par un enfant. Un concours a été organisé du 23 au 22 novembre 2017, par la Banque d'Estonie, en collaboration avec les organisateurs du festival et un programme de télévision destiné à la jeunesse. Plus de 8000 projets ont été soumis. Un premier jury en a sélectionné 96. Ensuite, un deuxième jury a sélectionné huit projets départagés par le public du 12 au 4 mars 2018. Avec 2887 votes sur les 8322 suffrages exprimés (soit 35 %), c'est le projet de Grete-Lisette Gulbis qui a remporté le concours. |                     |
| Graveur : Grete-Lisette Gulbis (dessin)                             | \| Gravure sur la tranche : \| Date : \| Tirage : \| \| \| 29 mai 2019 \| 1 million de pièces \| |                     |
| Gravure sur la tranche :                                            | Date : | Tirage :            |
|                                                                     | 29 mai 2019 | 1 million de pièces |

| 2019 | |
| 100e anniversaire de l'ouverture en 1919 de l'Université de Tartu en tant qu'université en langue estonienne, | |
| | Représentation stylisée du bâtiment principal de l'université de Tartu sous la légende RAHVUSÜLIKOOL (Université nationale) et du nombre ·100·. Sous le bâtiment la légende latine UNIVERSITAS TARTUENSIS (Université de Tartu) et l'année de sa création 1632. À gauche, la mention du pays émetteur EESTI. À droite, le millésime 2019. L'anneau externe de la pièce comporte les douze étoiles du drapeau européen. |
| Graveur : Indrek Ilves                                                                                        | \| Gravure sur la tranche : \| Date : \| \| \| Novembre 2019 \| |
| Gravure sur la tranche :                                                                                      | Date : |
| | Novembre 2019 |

#### Depuis 2020
| 2020                                                                                        | |                |
| 200e anniversaire de la découverte de l'Antarctique par Fabian Gottlieb von Bellingshausen, | |                |
|                                                                                             | Le voilier Vostok sur lequel a navigué l'Amiral Fabian Gottlieb von Bellingshausen et des falaises. En haut, le nom du navigateur Fabian Gottlieb von Bellingshausen. Sous le bateau, le mot ANTARTIKA (Antarctique) et le nombre 200. Au-dessus de la proue, la mention du pays émetteur EESTI surmontant le millésime 2020. L'anneau externe de la pièce comporte les douze étoiles du drapeau européen. Le dessin a été choisi à la suite du concours lancé par la Banque d'Estonie, le 12 décembre 2018. Les projets devaient être soumis pour le 18 février 2019. |                |
| Graveur : Tiiu Pirsko Mati Veermets                                                         | \| Gravure sur la tranche : \| Date : \| Tirage : \| \| \| Janvier 2020 \| 750 000 pièces \| |                |
| Gravure sur la tranche :                                                                    | Date : | Tirage :       |
|                                                                                             | Janvier 2020 | 750 000 pièces |

| 2020                                                                   | |                     |
| 100e anniversaire du Traité de Tartu signé le 14 octobre 1920 à Tartu, | |                     |
|                                                                        | Un arbre stylisé où est entremêlé les mots TARTU et RAHU (Paix). Au pied de l'arbre, la mention du pays émetteur EESTI et la date 02.02.2020 marquant le 100e anniversaire du Traité de Tartu. L'anneau externe de la pièce comporte les douze étoiles du drapeau européen. Le dessin a été choisi à la suite du concours lancé par la Banque d'Estonie, le 12 décembre 2018. Les projets devaient être soumis pour le 18 février 2019. |                     |
| Graveur : Ivar Sakk                                                    | \| Gravure sur la tranche : \| Date : \| Tirage : \| \| \| 2 février 2020 \| 1 million de pièces \| |                     |
| Gravure sur la tranche :                                               | Date : | Tirage :            |
|                                                                        | 2 février 2020 | 1 million de pièces |

| 2021                              | |
| Le loup, animal national estonien | |
|                                   | En ombre chinoise, un loup hurlant sur un rocher, devant une forêt de pins et un ciel étoilé. En haut, la légende, en latin, CANIS LUPUS. En bas, sur le rocher, la mention du pays émetteur EESTI suivie du millésime 2021. L'anneau externe de la pièce comporte les douze étoiles du drapeau européen. |
| Graveur : Maria Meos              | \| Gravure sur la tranche : \| Date : \| \| \| Printemps 2021 \| |
| Gravure sur la tranche :          | Date : |
|                                   | Printemps 2021 |

| 2021                                | |
| Les peuples finno-ougriens          | |
|                                     | Dessin inspiré de ceux d'une grotte du Lac Onega montrant un chasseur, une sauvagine, un élan et le soleil. À gauche, la légende FENNO-UGRIA (finno-ougrien). À droite, la mention du pays-émetteur EESTI et le millésime 2021. L'anneau externe de la pièce comporte les douze étoiles du drapeau européen. |
| Graveur : Al Paldrok Madis Põldsaar | \| Gravure sur la tranche : \| Date : \| \| \| Août 2021 \| |
| Gravure sur la tranche :            | Date : |
|                                     | Août 2021 |

| 2022                                                       |                                      |
| 150e anniversaire de la Société littéraire estonienne (en) |                                      |
|                                                            |                                      |
| Graveur :                                                  | \| Gravure sur la tranche : \| \| \| |
| Gravure sur la tranche :                                   |                                      |
|                                                            |                                      |

| 2022                                                | |
| 35e anniversaire du programme Erasmus, créé en 1987 | |
|                                                     | Tous les pays de l'Union européenne utilisant l'euro émettent une pièce de 2 euros commémorative pour le 35e anniversaire du programme Erasmus. Le philosophe, humaniste et théologien néerlandais Érasme écrivant, d'après le tableau Desiderius Erasmus de Hans Holbein le Jeune, entouré d'une série de lien formant des étoiles et le nombre 35. Sur son flanc, les années 1987-2022, les mots ERASMUSE PROGRAMM et la mention du pays émetteur EESTI. L'anneau externe de la pièce comporte les douze étoiles du drapeau européen. |
| Graveur : Joaquin Jimenez                           | \| Gravure sur la tranche : \| Tirage : \| \| \| 1 million de pièces \| |
| Gravure sur la tranche :                            | Tirage : |
|                                                     | 1 million de pièces |

| 2022                    |                                                                                |
| L'Ukraine et la liberté |                                                                                |
|                         | Une jeune fille protégeant dans ses mains un oiseau, entourée d'un épi de blé. |
| Graveur : Daria Titova  | \| Date : \| Tirage : \| \| décembre 2022 \| 2 000 000 pièces \|               |
| Date :                  | Tirage :                                                                       |
| décembre 2022           | 2 000 000 pièces                                                               |

| 2023                | |
| Hirondelle rustique | |
|                     | Le dessin représente une hirondelle, l'oiseau national, en vol devant deux oiseaux posés sur une ligne électrique. En haut de la pièce est inscrit "HIRUNDO RUSTICA" (hirondelle rustique en latin) inscrits en haut à droite, de manière à former un demi-cercle. |
| Graveur :           | \| Date : \| Tirage : \| \| 12 avril 2023 \| 1 000 000 pièces \| |
| Date :              | Tirage : |
| 12 avril 2023       | 1 000 000 pièces |

| 2024                                  | |
| Bleuet, fleur nationale de l'Estonie, | |
|                                       | Le dessin figure la silhouette d’un bleuet, avec en haut à gauche, en demi-cercle, la mention «CENTAUREA CYANUS» (un des noms latins du bleuet). |
| Graveur :                             | \| Date : \| Tirage : \| \| 2024 \| 1 000 000 pièces \|                                                                                          |
| Date :                                | Tirage : |
| 2024                                  | 1 000 000 pièces |

### Tirage des pièces de circulation
|      | 1 ct | 2 ct | 5 ct | 10 ct | 20 ct | 50 ct | 1 € | 2 €  |
| 2011 | 32   | 30   | 30   | 30    | 25    | 20    | 16  | 11   |
| 2012 | 25   | 25   | -    | -     | -     | -     | -   | 2    |
| 2015 | 14   | 17,1 | -    | -     | -     | -     | -   | 0,35 |
| 2016 | 0,2  | 0,2  | 0,2  | 0,2   | 0,2   | 0,2   | 0,2 | 0,52 |
| 2017 | 9    | 4    | 4,55 | -     | 3,25  | -     | -   | -    |

## Pièces de collection
L'Estonie émet également plusieurs pièces de collection par an qui ne peuvent être utilisées dans les autres pays.

## Frappe
L'Estonie ne frappe pas elle-même ses pièces et a fait appel à l'institut monétaire finlandais Suomen Rahapaja.